# Costanzo II Sforza
Giovanni Maria Sforza (Gradara, 24 de febrer del 1510 - Pesaro, 1512) també conegut com Costanzo II, va ser el senyor de Pesaro i Gradara des de la mort del seu pare el 1510 fins a la seva pròpia mort a primerenca edat en 1512.

## Biografia
Era l'únic fill legítim de Joan Sforza, senyor de Pesaro, i la seva tercera esposa, Ginebra Tiepolo. Giovanni Sforza havia estat el primer marit de Lucrècia Borja, però el seu matrimoni va ser anul·lat el 1497 pel seu pare, el papa Alexandre VI, per suposada no consumació deguda a suposada impotència del marit.
El 1504, Giovanni Sforza es va casar amb Ginebra Tiepolo, un matrimoni que finalment va produir un hereu home el 1510. No obstant això, Giovanni Maria va quedar sense pare uns mesos després del seu naixement, quan el seu progenitor va morir el 27 de juliol del 1510. Després de la mort de Giovanni Sforza, Giovanni María es va convertir en Senyor de Pesaro, sota el nom de Costanzo II. Com era un bebè, el seu oncle patern Galeazzo Sforza va servir com a regent.
Costanzo II va morir el 1512, convertint legalment en hereu del seu patrimoni al seu oncle patern. No obstant això, el papa Juli II va decidir mantenir el control sobre Pesaro, i no va permetre que Galeazzo Sforza fos investit amb el títol. D'aquesta manera, Costanzo II va ser efectivament l'últim Senyor Sforza de Pesaro. El papa Juli II li va donar el títol al seu nebot, Francesco Maria I della Rovere, duc d'Urbino.